# Musée du parc ferroviaire de Porta San Paolo
Le musée du parc ferroviaire de Porta San Paolo (en italien : Parco museo ferroviario Roma Porta San Paolo) est situé à proximité de la gare de Porta San Paolo (it) et de la station de métro Piramide (ligne B) à Rome, en Italie. L'accès se trouve au 7 Via Bartolomeo Bossi. Il est consacré au transport ferroviaire et au tramway.

## Généralités
Le musée est inauguré le 18 septembre 2004. Il est en partie dans un parc, où le matériel roulant restauré, locomotives et tramways historiques, peut être vu et en partie dans un bâtiment où sont exposés des maquettes, instruments et objets techniques, donnant un aperçu de l'histoire du transport de la population à Rome.
L'accès au musée est libre, du lundi au jeudi (9 heures - 16 heures) et le vendredi (9 heures - 13 heures).

## Galerie

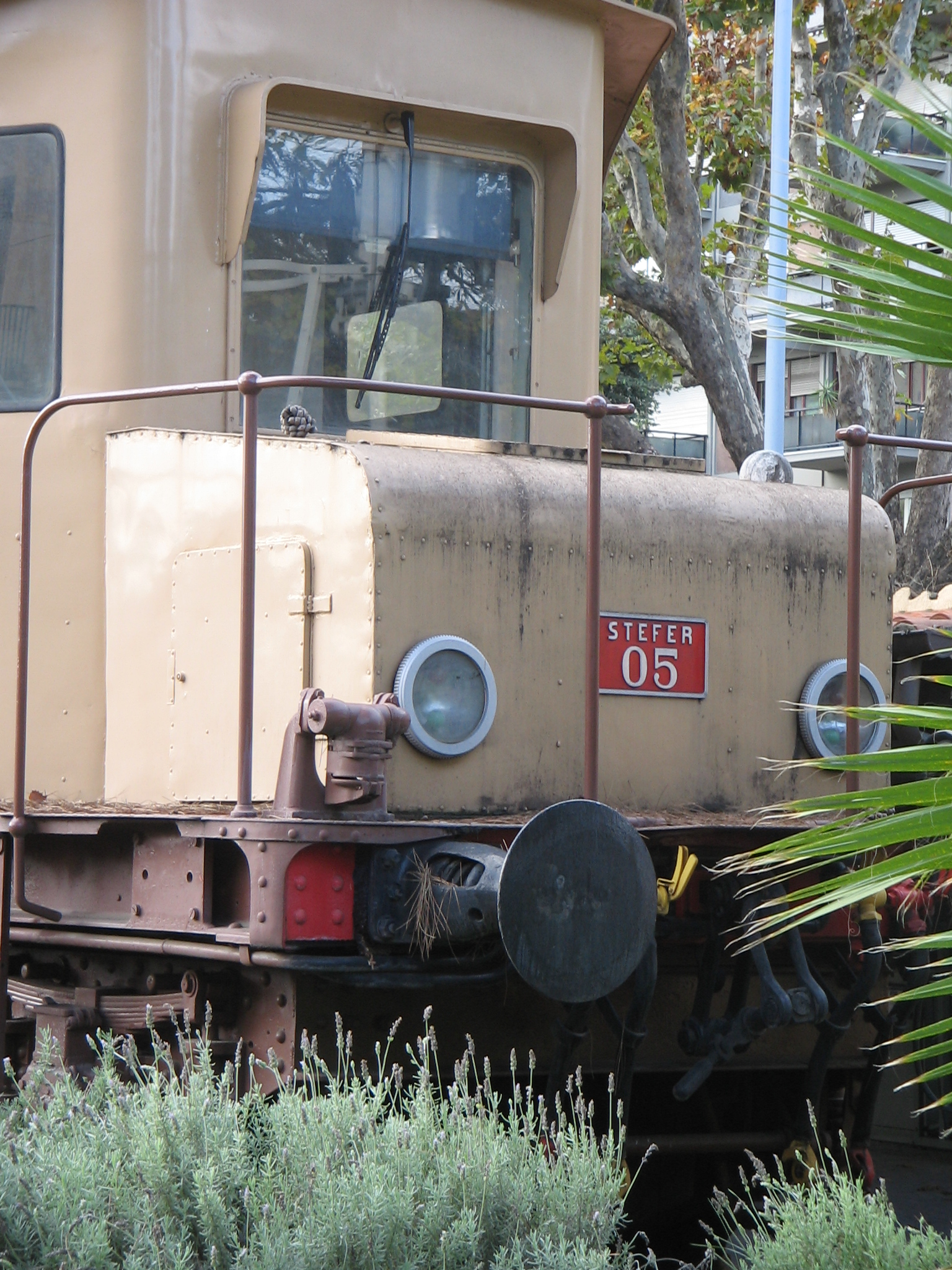
Locomotive électrique "STEFER" 05
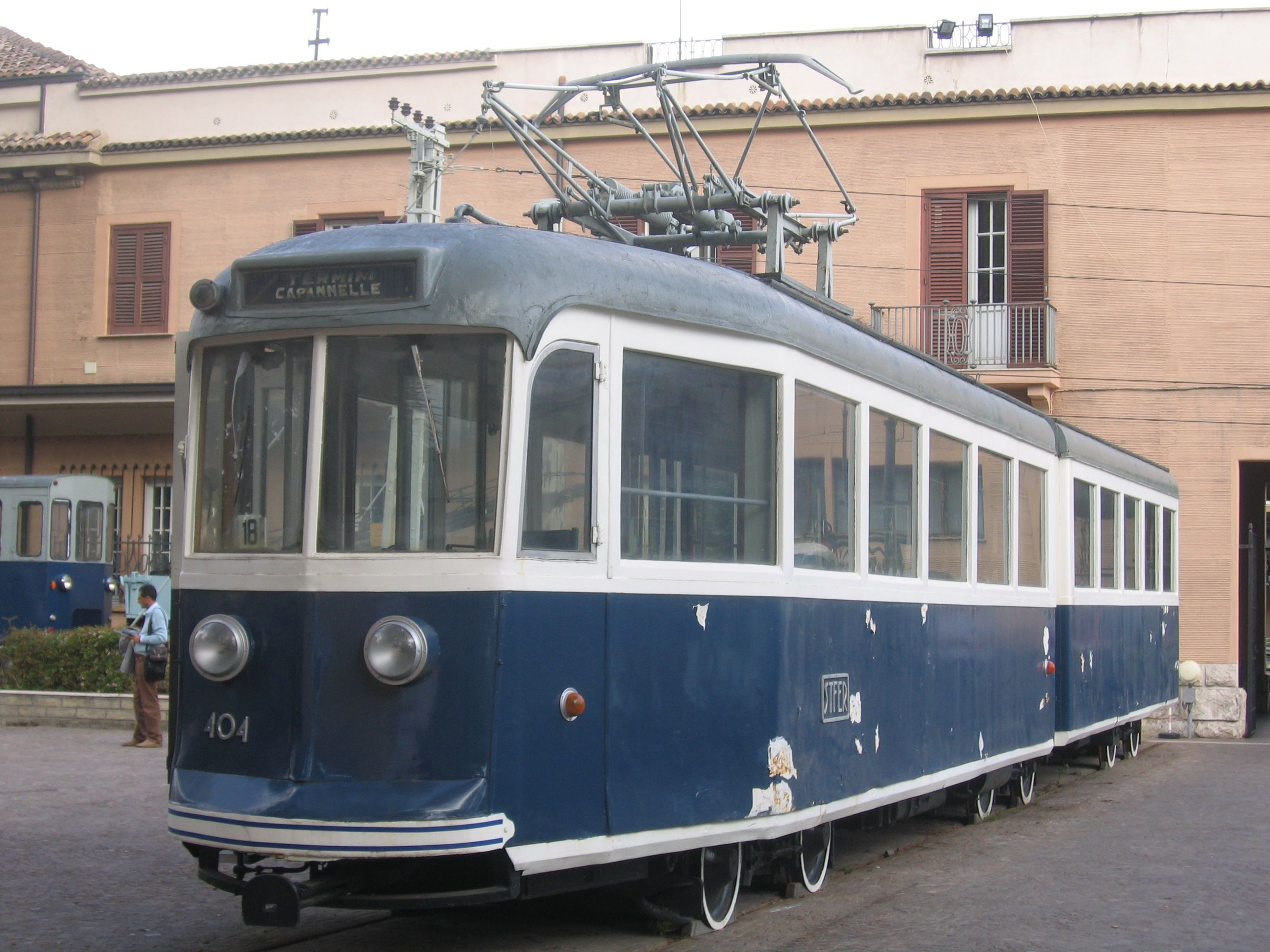
Tram STFER série 400

## Source de la traduction
- (en) Cet article est partiellement ou en totalité issu de l’article de Wikipédia en anglais intitulé « Porta San Paolo Railway Museum » (voir la liste des auteurs).